# Петров, Юрий Анатольевич (футболист, 1964)
Ю́рий Анато́льевич Петро́в (род. 9 августа 1964, Стерлитамак, Башкирская АССР, СССР) — советский и российский футболист, полузащитник.

## Карьера
Воспитанник стерлитамакского футбола, первый тренер — В. А. Борисов. В 1984 году выступал за «Гастелло». В 1985—1986 годах защищал цвета кировского «Динамо». Следующие девять сезонов провёл в пермской «Звезде», за которую во всех соревнованиях сыграл 317 матчей и забил 57 мячей. Завершил карьеру в 1998 году в пермском «Динамо».

## Достижения
- Бронзовый призёр зоны «Центр» Первой лиги: 1992
- Победитель 2-й зоны Второй лиги: 1987
- Бронзовый призёр 2-й зоны Второй лиги: 1985
- Победитель 6-й зоны Третьей лиги: 1996
- Серебряный призёр 5-й зоны Третьей лиги: 1997